# Аполипопротеин L2
Аполипопротеин L2 (апоL2; англ. apolipoprotein L-II, apoL-II, apoL2) — внутриклеточный аполипопротеин из группы апоL, участвует в транспорте липидов. Существует 6 форм апоL (апоL 1-6), которые образуют кластер генов в хромосоме 22. Эти гены эволюционно появились позже генов других аполипопротеинов.

## Функция
Белок влияет на транспорт липидов в цитоплазме клетки и связывание липидов с клеточными органеллами.

## Распространение в организме
АпоL2 широко представлен в различных тканях организма. Наиболее высоко экспрессирован в лёгких, вилочковой железе, поджелудочной железе, плаценте, мозге и предстательной железе. В меньшей степени вырабатывается практически всеми другими тканями.

## Ген и белок
Ген АПОL2 состоит из 6 экзонов. Промоторный регион включает участки связывания факторов транскрипции SP1, AP1, AP4, по крайней мере один GC бокс, множественные участки связывания цинковых пальцев и участок связывания стерольного регуляторного элемента. Белок апоL2 состоит из 337 аминокислот, молекулярная масса — 37,1 кДа. Показывает высокую гомологию с апоL1.

## Внешние ссылки
- АпоL на сайте iHOP